# Parque Quase-Nacional Meiji no Mori Minō

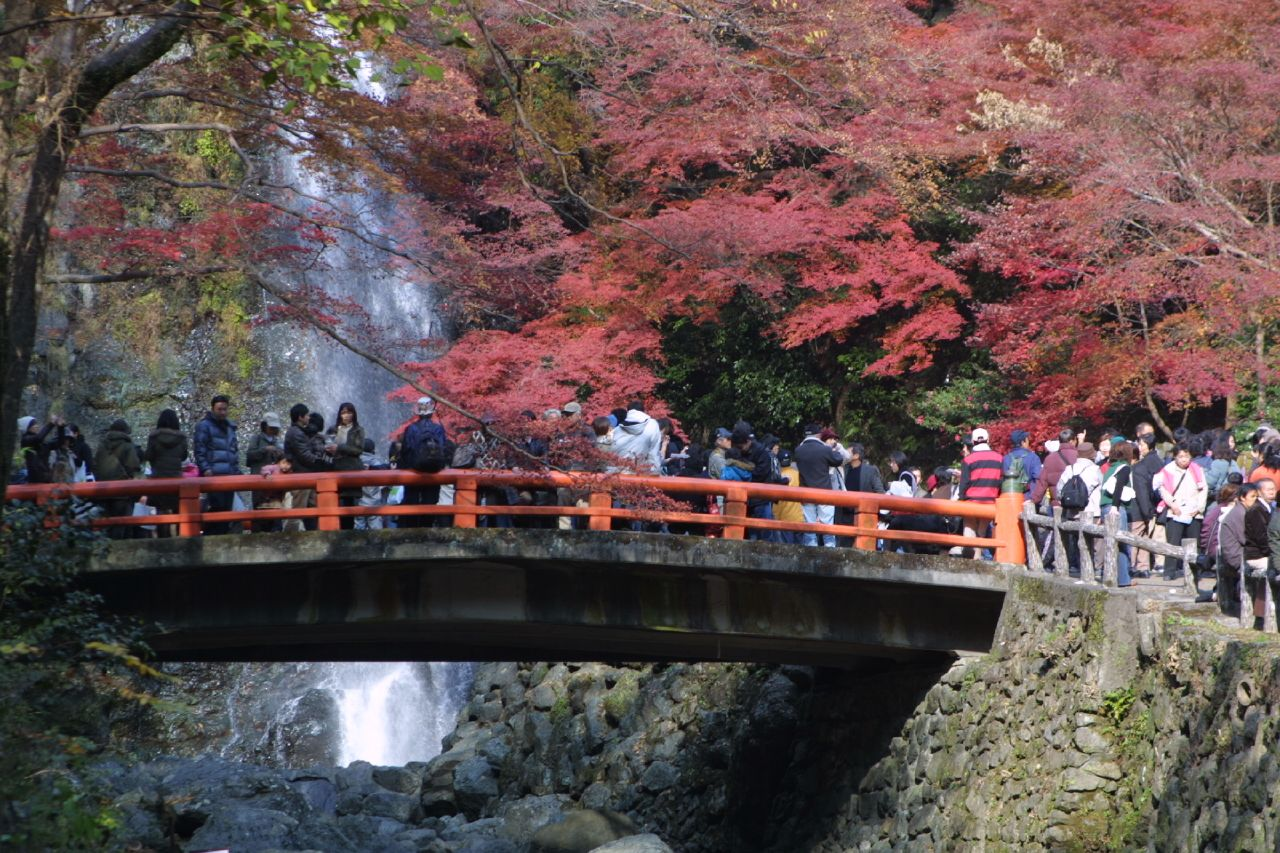
Cachoeira de Minoh (conhecida como Minoh-no-taki ou Minoh-otaki) em Minoh, na Prefeitura de Osaka, Japão

O Parque Quase-Nacional Meiji no Mori Mino é um parque quase-nacional localizado na prefeitura japonesa de Osaka. Estabelecido em 11 de dezembro de 1967, tem uma área de 963 hectares.